# Georg II av Imereti
Georg II av Imereti, död 1585, var en georgisk monark. Han var kung i kungariket Imereti mellan 1565 och 1585.